# Schweifgiebel
Schweifgiebel ist in der Architektur die Bezeichnung für einen Giebel mit kurvenförmigem Umriss.

## Beschreibung
Schweifgiebel sind repräsentative Schaugiebel und ragen in der Regel als Schildgiebel über die Dachflächen hinaus.
Fassaden mit solchen geschwungenen Giebelkonturen sind Merkmale der Renaissance und des Barock sowie der entsprechenden historistischen Neostile im 19. Jahrhundert.
Schweifgiebel sind meist kunstvoll verziert. Die Baugeschichte kennt mannigfaltige Ausformung und Gliederungen des Schweifgiebels, die auch markant mit Knicken (geschweifter Knickgiebel) oder Voluten (Volutengiebel) kombiniert oder mit ornamentalem Schweifwerk (Schweifwerkgiebel) versehen sein können.

Bilder
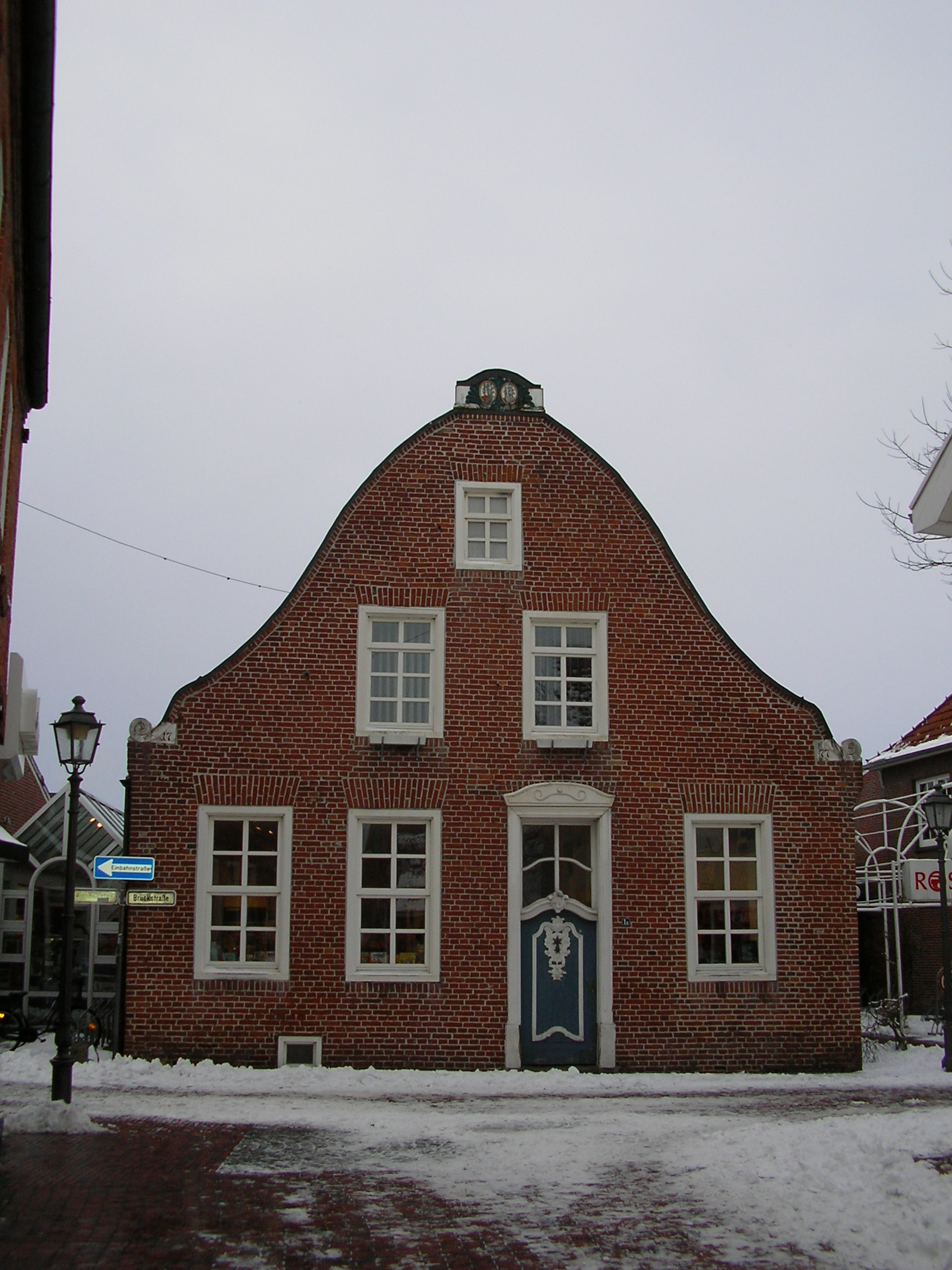
Einfacher glockenförmiger Schweifgiebel, 1777 (Wittmund, Brückstraße 1A[3])
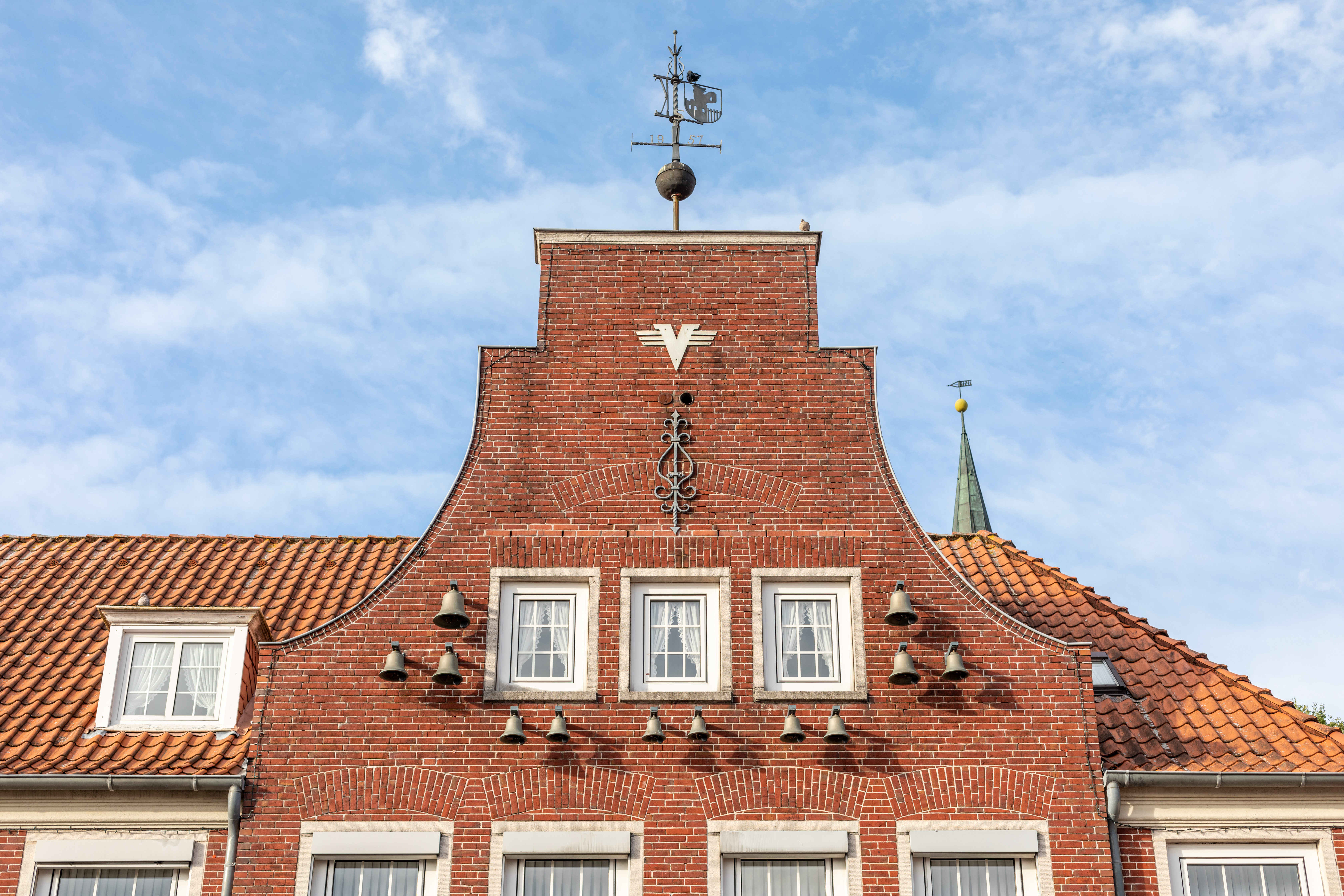
Geknickter Schweifgiebel mit konkaven Einziehungen und geradem Abschluss, 1957 (Esens)
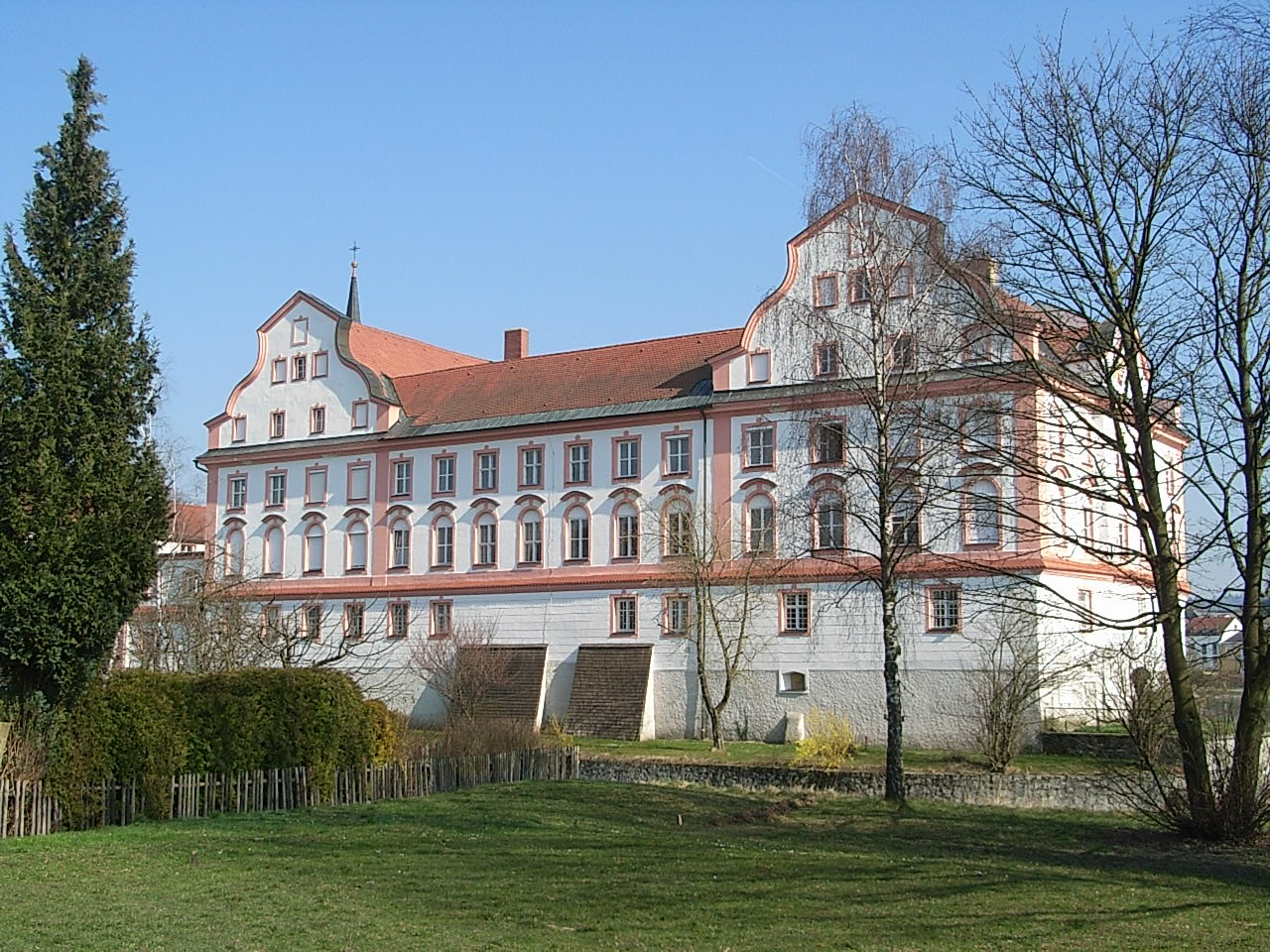
Zwei geknickte Schweifgiebel, 1750–1752 (Schloss Neuhaus am Inn)
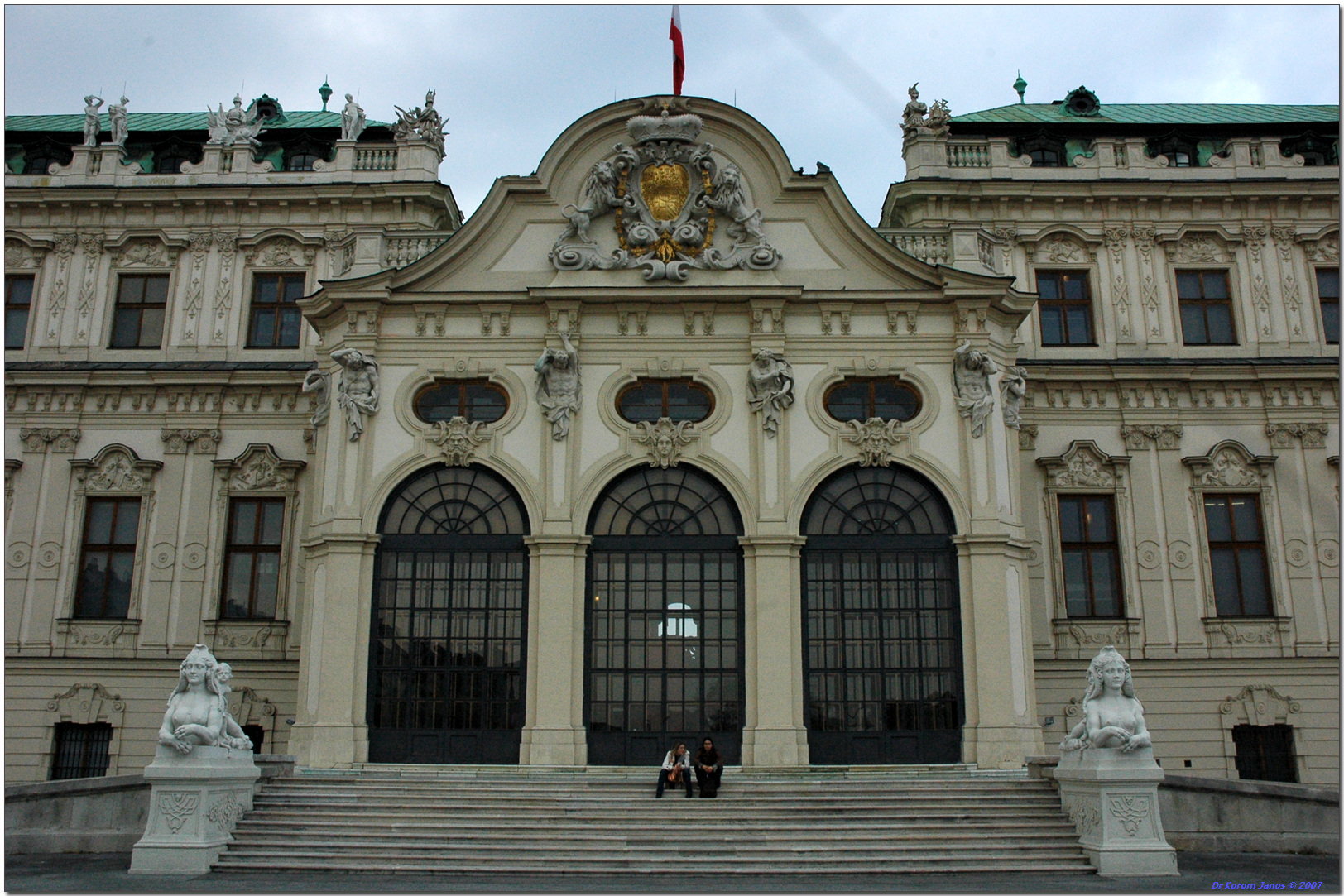
Geknickter Schweifgiebel, 1714–1723 (Oberes Belvedere, Wien)
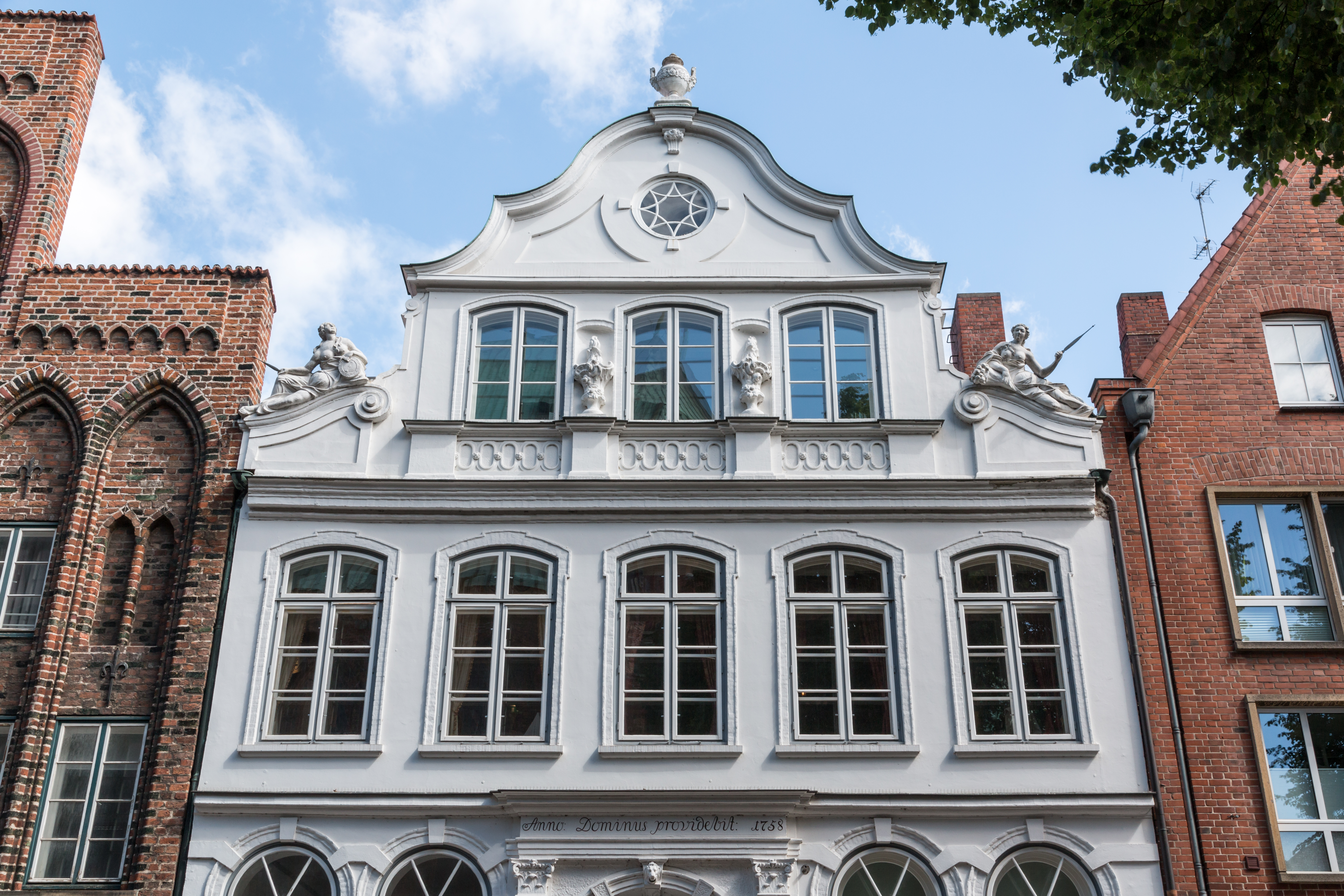
Geknickter Schweifgiebel mit seitlichen Volutenanläufen, 1758 (Buddenbrookhaus, Lübeck)
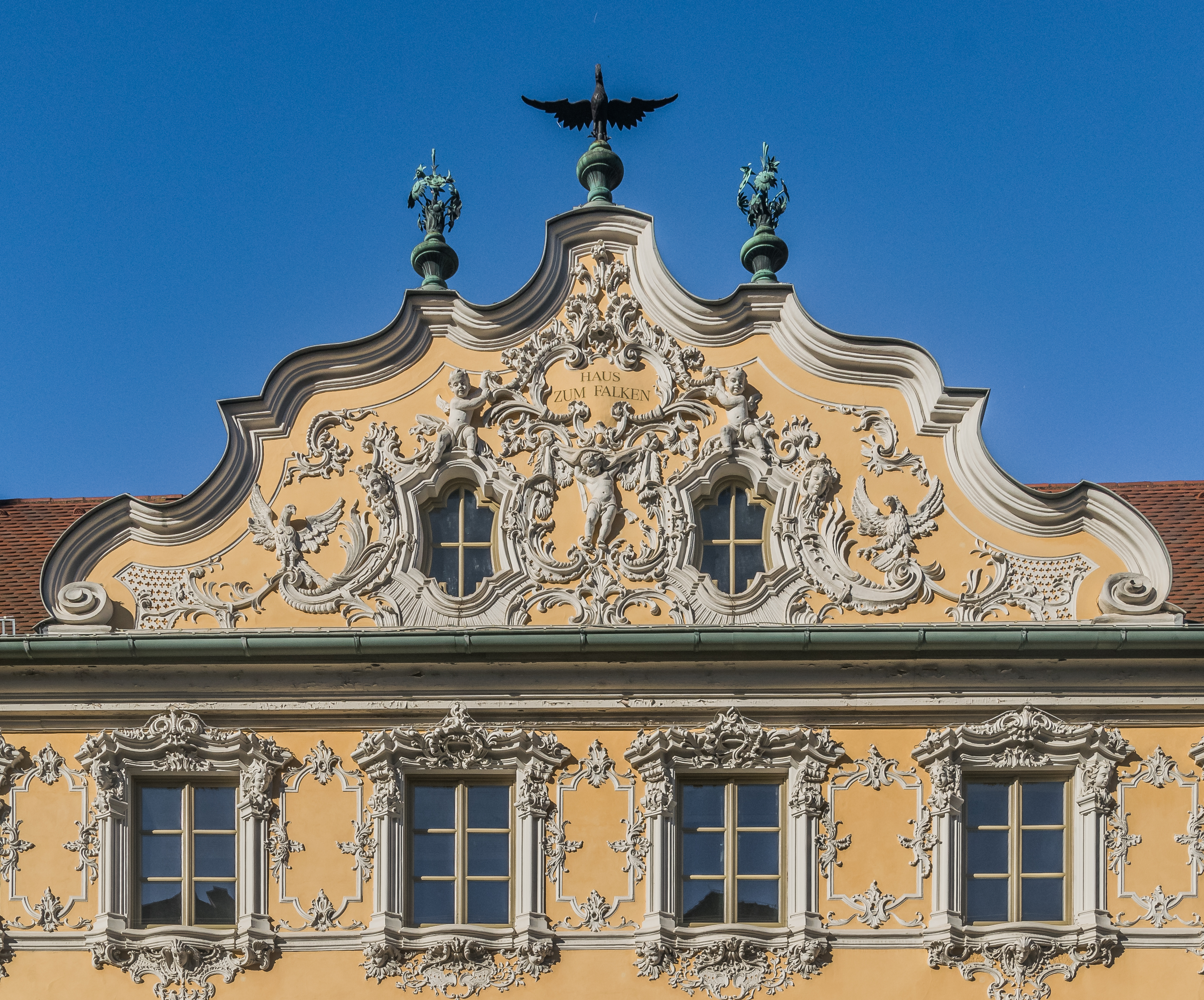
Geknickter Rokoko-Schweifgiebel, 1751, rekonstruiert (Falkenhaus Würzburg)
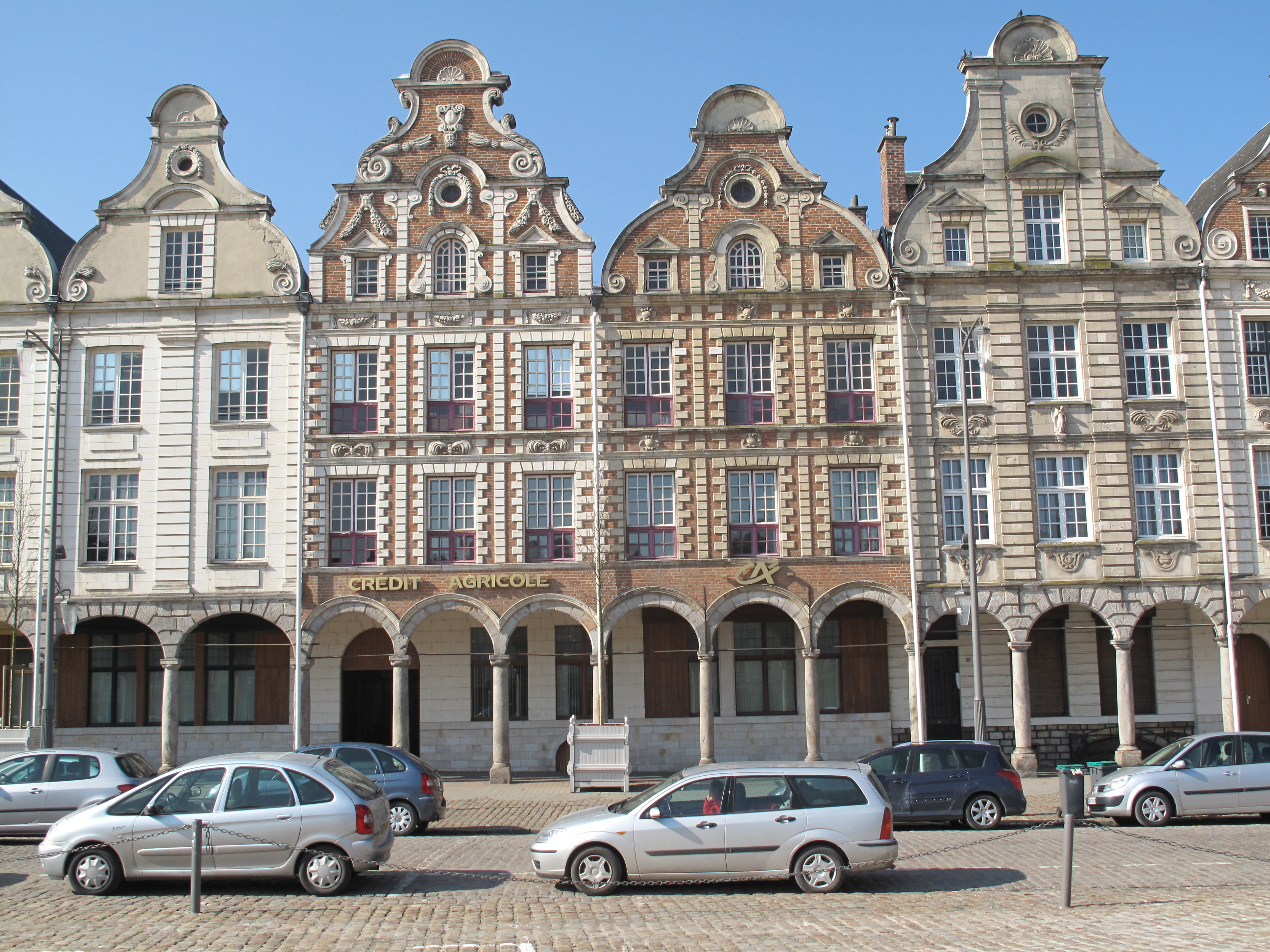
Geknickte Schweifgiebel (Grand place, Arras)
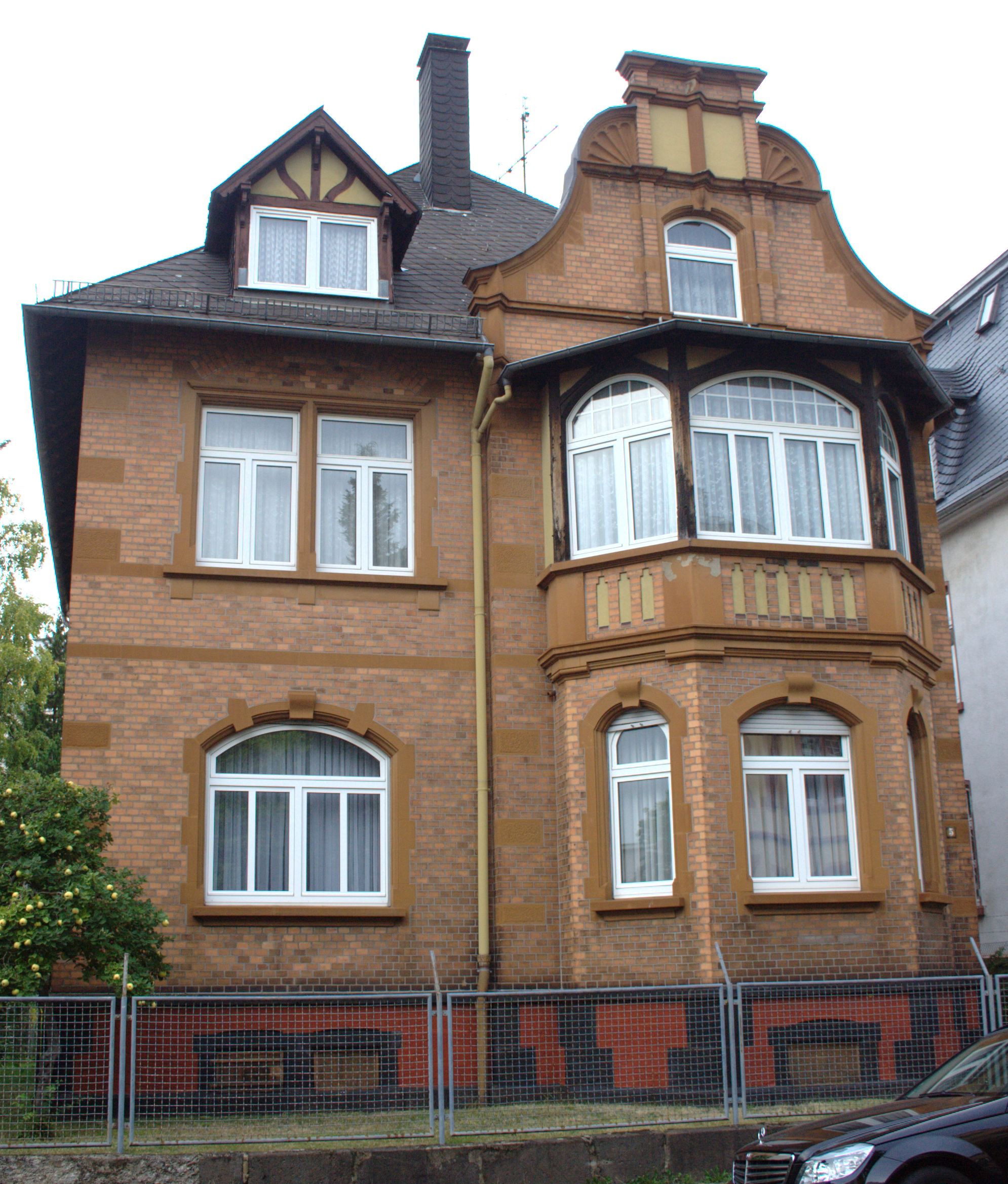
Schweifgiebel auf einem Zwerchhaus (Fächerrosette obenauf fehlt), Neorenaissance-Villa (Gießen, Hofmannstraße 5)
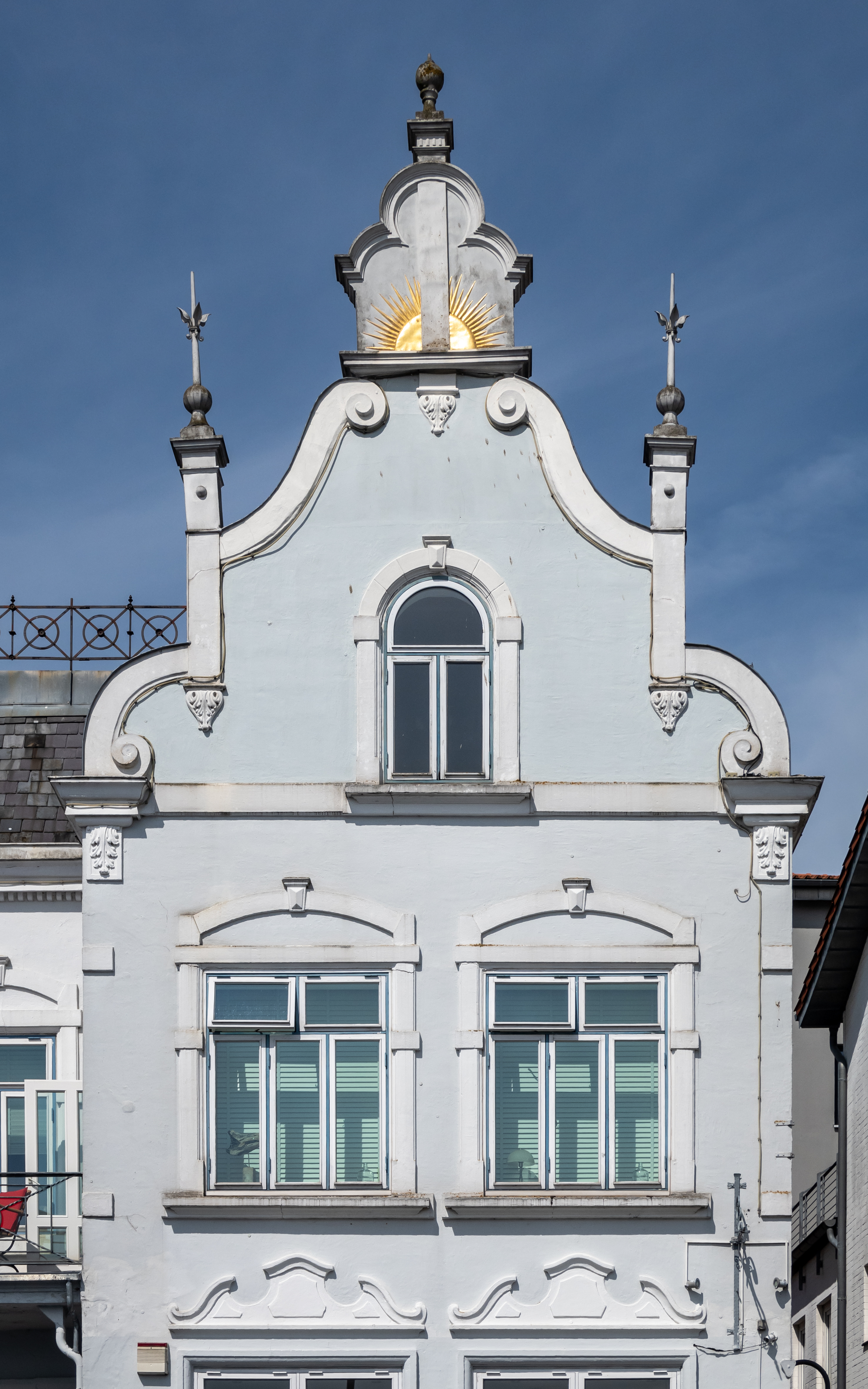
Geknickter Volutengiebel mit zwei Fialenaufsätzen (Kappeln Am Hafen 12)
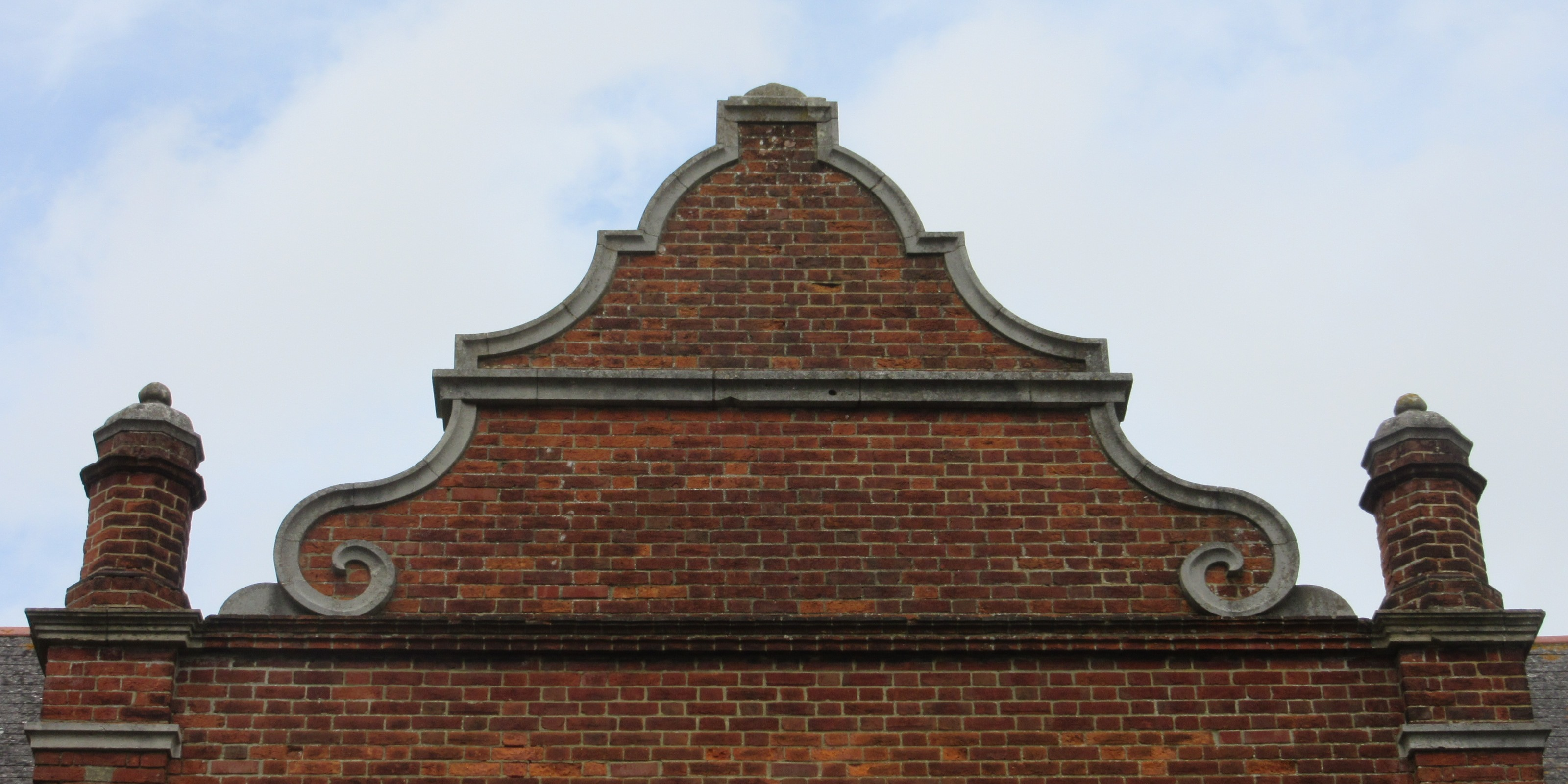
Geknickter Volutengiebel (Methodistenkirche, Ryde)
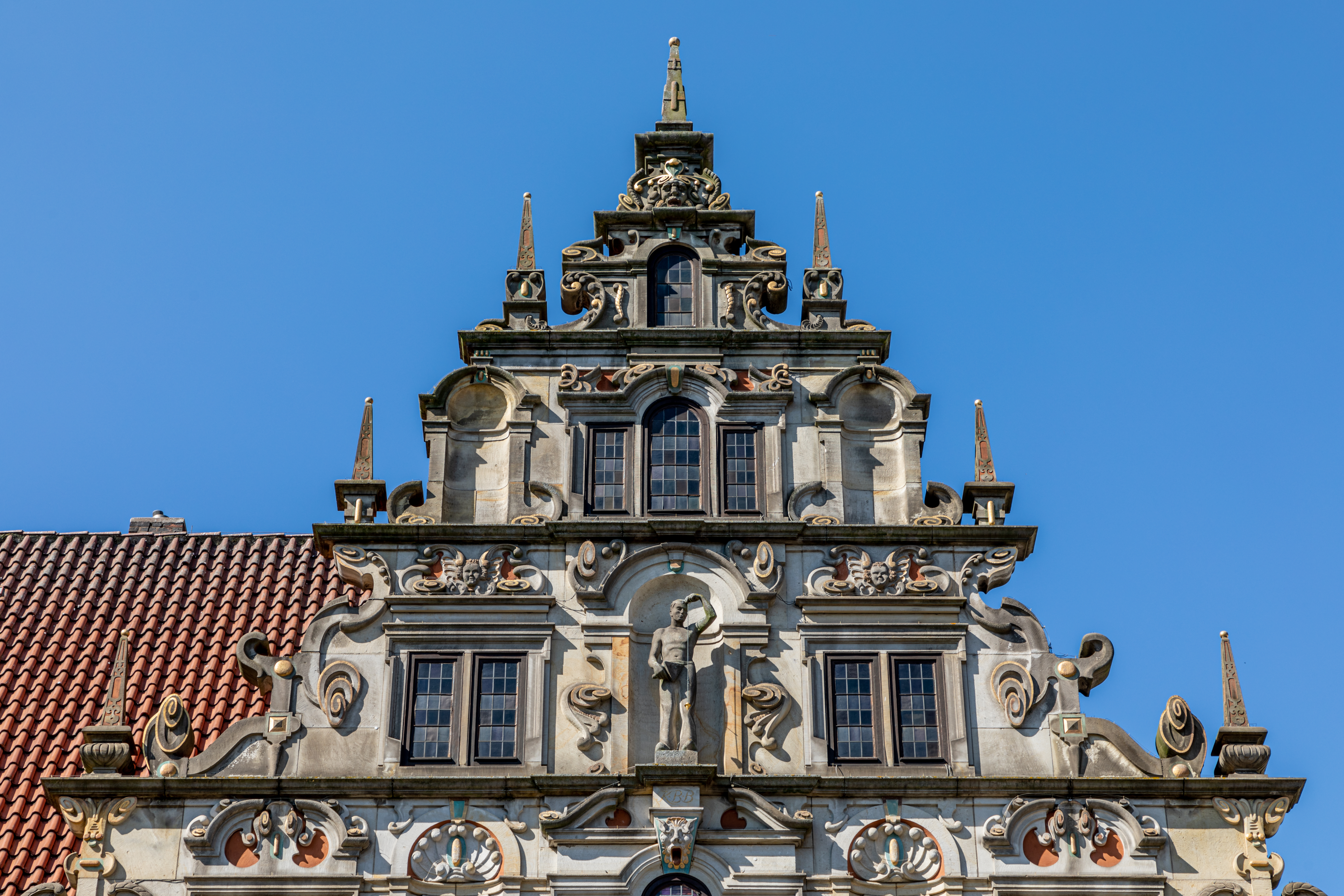
Renaissance-Schweifgiebel mit Voluten, Schweifwerk und Rollwerk sowie Obeliskenaufsätzen (Gewerbehaus Bremen)